# Meridian Gaming
A Meridian Gaming é um fornecedor global de soluções para apostas desportivas. A empresa é uma operadora de jogos licenciada localizada no sudeste da Europa, com negócios totalmente desenvolvidos em todos os setores e canais de jogos em lojas de apostas em todo o mundo. 

## História
A Meridian Gaming foi fundada em 2001. A empresa pertence à Meridian Gaming Ltd e está registada em Malta sob o número de registo C 41334. Atualmente, a empresa opera em 18 países da Europa, África e América Latina.

## Modelo de Negócio
A maioria dos negócios da Meridian é diretamente da empresa para o consumidor (B2C). A empresa também possui um modelo de franquia indireto de empresa para empresa (B2B), na qual o grupo licencia o uso de tecnologia proprietária de apostas desportivas para parceiros locais que operam sob a marca Meridian.
O maior portfólio de negócios da Meridian é Apostas Desportivas. A empresa entrega os seus produtos de apostas desportivas e de casino diretamente aos clientes ('B2C') através de lojas físicas e serviço online, e ainda, indiretamente numa base B2B através de acordos de franquia e parcerias comerciais com outras empresas.

## Parcerias
A Meridian Gaming faz parceria com empresas internacionais para oferecer um programa de apostas exclusivo e emocionante para um público mundial. Em março de 2020, a BetGames.TV, um dos principais fornecedores da iGaming, fez uma parceria com a Meridianbet com o objetivo de adicionar o seu conteúdo nas plataformas da Meridianbet.
Em maio de 2020, a Playtech , a empresa líder mundial em tecnologia de jogos da sorte, entrou em parceria com a Meridianbet com o objetivo de oferecer o seu conteúdo de casino em todas as plataformas online da Meridianbet.
Ainda em maio de 2020, o Sports Information Services (SIS) fortaleceu a sua posição nos mercados dos Balcãs após garantir uma nova parceria com a Meridianbet.

## Produtos e serviços
A Meridian Gaming opera através de 993 lojas de apostas e plataformas de apostas online. O foco principal da empresa está inserido nas apostas desportivas entre outros serviços, como casino e outros jogos de probabilidades fixas.
A Meridian Gaming opera uma tecnologia proprietária que permite o desenvolvimento de um sistema escalável que permite a oferta de serviços de apostas em vários países e câmbios, impulsionando a mesma infraestrutura técnica, de configuração de probabilidades e gestão de riscos. Para além disso, a Meridian usa uma abordagem omnicanal flexível para os mercados, incluindo retalho, desktop online e móvel.
A Meridian Gaming oferece vários produtos licenciados ou da sua própria autoria, como jogos de casino, slots e roleta aos seus clientes online e de retalho.

### Operações online
Em adição às apostas desportivas, a Meridian Gaming também oferece serviços de jogos de casino online, que incluem aproximadamente 600 jogos de terceiros. A Meridian também está a adotar uma estratégia exclusivamente online para certas jurisdições, incluindo: Bélgica, Espanha, Alemanha, Áustria, Dinamarca, Grécia e Colômbia.

### Solução terrestre
A Meridian Gaming oferece soluções terrestres completas conhecidas como a "Meridian POS". Operam como uma solução avançada de ponto de venda em terra, projetada para proteger e otimizar as lojas de apostas e as suas operações, tais como aceitar apostas, administração de lojas, relatórios e declarações fiscais.
A Meridian POS também fornece registo, rastreamento de jogadores, depósito em dinheiro, programas de fidelidade, sistema dinâmico no ecrã, controlo de despesas, funções de contabilidade e muito mais. O sistema POS Meridian personaliza e rastreia todos os jogadores, analisa o histórico gravado e acede rapidamente a essas informações sempre que um jogador volta a apostar no balcão.
A Meridian Gaming oferece um Terminal de Autoatendimento para melhorar a interação do jogador, a fidelidade do cliente, a quantidade de apostas realizadas e a experiência do cliente. O serviço é totalmente integrado e controlado pela plataforma Sportsbook da empresa.

## App da Apple Watch
A Meridian Gaming é uma das primeiras operadoras de apostas a lançar um software da Apple Watch dedicado aos seus clientes. A aplicação ajuda os utilizadores a manterem-se atualizados através das pontuações ao vivo, notificações e o facto de poder apostar em qualquer lugar. A aplicação da Apple Watch está diretamente ligada à plataforma iOS da empresa. Ela permite que os utilizadores façam a gestão das suas contas e apostas.

## Princípios do jogo
A Meridian Gaming possui uma política de jogo responsável, baseada nos seguintes princípios:
- Segurança dos jogadores e grupos vulneráveis
- Segurança do jogo
- Proteção contra o vício em jogos
- Proteção de menores

## Caridade
Durante a pandemia do COVID-19 em 2020, a Meridian Gaming apoiou a sua comunidade anfitriã em Malta, fornecendo apoio financeiro, técnico e logístico a residentes em áreas pequenas e remotas, hospitais, trabalhadores médicos, bancos de alimentos e creches, com o foco principal na região dos Balcãs e no Chipre. A empresa auxiliou oferecendo doações financeiras e apoiou a aquisição de equipamentos médicos.
A Meridianbet também ofereceu doações financeiras à organização DAR Bjorn, com sede em Malta , que contribui para melhorar a qualidade de vida das pessoas com esclerose lateral amiotrófica, esclerose múltipla (MS) e outras condições neurológicas.

## Expansão internacional
A Meridian Gaming tem um forte histórico de expansão para novas jurisdições, direta ou indiretamente, por meio do seu modelo de franquia. A empresa procura constantemente oportunidades para operar em países regulamentados e em países onde surgem oportunidades de desregulamentação.